# Moris Ergas
 (mai 2021).
Moris Ergas (en grec, Μόρις Έργκας) (né le 10 juillet 1922 à Thessalonique, en Grèce et mort le 8 février 1995  à Rome, en Italie) est un producteur de cinéma et un entrepreneur grec naturalisé italien[réf. nécessaire]. 

## Biographie
Moris  Ergas naît à Thessalonique, en Macédoine centrale, le 10 juillet 1922 dans une riche famille juive. Il termine ses études supérieures dans un riche institut privé à Belgrade, en Serbie, mais au déclenchement de la Seconde Guerre mondiale, fuit au Monténégro à la suite des bombardements allemands en avril 1941. Arrêté en juillet de la même année à la Boka Kotorska, il est déporté en Albanie où il est interné dans le camp de Kavajë (à environ 20 km de Durrës). En raison des conditions désastreuses du camp, les prisonniers sont transférés en Italie, d'abord à Bari et plus tard au camp d'internement de Ferramonti di Tarsia, où ils arrivent en octobre 1941.
À la fin du conflit et après sa libération, il s'installe à Rome où il devient, de la fin des années 1950 au début des années 1970, un producteur de cinéma établi.  Ses films les plus importants incluent Le Général Della Rovere de Roberto Rossellini, Kapò de Gillo Pontecorvo, La Steppe d'Alberto Lattuada, Adua et ses compagnes et Annonces matrimoniales, tous deux d'Antonio Pietrangeli.
Au début des années 1980, il se retire du monde de la production cinématographique italienne pour se consacrer à l'exportation du cinéma tchécoslovaque et la construction de bâtiments[réf. nécessaire].

### Vie privée
Moris Ergas épouse très jeune l'autrice Jenny Cittone, avec qui il a deux filles : Marina et Renata. Séparé de sa femme, il entretient une relation avec l'actrice Silvana Pampanini. 
Après son divorce, il entame une relation longue et tumultueuse avec l'actrice Sandra Milo, qui provoque beaucoup de battage médiatique dans les tabloïds de l'époque, notamment à cause de leurs querelles publiques. De cette relation, qui s'étend sur plus d'une décennie, naît une fille, Deborah, qui deviendra journaliste de télévision. 
Il épouse en janvier 1980 Jasna Bogdan Bogdanovich, dont il divorce en juillet 1992.
Moris Ergas  meurt le 8 février 1995 à Rome, à l'âge de 72 ans.

## Filmographie partielle
- 1959 : Le Général Della Rovere de Roberto Rossellini
- 1960 : Adua et ses compagnes
- 1960 : Kapò de Gillo Pontecorvo
- 1962 : La Steppe d'Alberto Lattuada
- 1963 : Annonces matrimoniales d'Antonio Pietrangeli.
- 1964 : La Femme, quelle chose merveilleuse ! (La donna è una cosa meravigliosa) de Mauro Bolognini